# ジョン・テータム
"ハリウッド" ジョン・テータム（"Hollywood" John Tatum、本名：John Frenkel III、1959年7月18日 - ）は、アメリカ合衆国の元プロレスラー。アラバマ州モービル出身。ギミック上の出身地はカリフォルニア州ロサンゼルス。
リック・フレアーの影響下にある金髪の伊達男系ヒールとして、テキサスのダラス地区などアメリカ南部を主戦場に活動した。

## 来歴
ファビュラス・フリーバーズのマイケル・ヘイズやロックンロール・エクスプレスのロバート・ギブソンとは少年時代からの友人。1983年のデビュー当初はヘイズの従兄弟という設定のもと、フランクリン・ヘイズ（Franklin Hayes）のリングネームでテネシーのCWAや地元アラバマのSECWに出場していた。
1985年より、当時のNWAの基幹団体だったジム・クロケット・ジュニア主宰のMACWにおいて、ロサンゼルスのハリウッド出身を自称する "ハリウッド" ジョン・テータム（ "Hollywood" John Tatum）として活動。マグナムTAのNWA USヘビー級王座やロニー・ガービンのNWAナショナル・ヘビー級王座にも挑戦した。
同年下期より、フリッツ・フォン・エリックが主宰していたテキサス州ダラスのWCCWに定着。女性マネージャーのミッシー・ハイアットを従え、スコット・ケーシー、ブライアン・アディアス、キング・パーソンズらと抗争を展開する。8月5日には空位となっていたTV王座を獲得、10月21日にパーソンズに敗れるまで戴冠した。
1986年下期からはハイアットと共にビル・ワット主宰のUWFに参戦して、同タイプのジャック・ビクトリーとのタッグチームで活躍。 "ホット・スタッフ" エディ・ギルバートがマネージメントしていた若手ヒール時代のスティングやリック・スタイナーとも共闘して、H&Hインターナショナル（Hot Stuff & Hyatt International）なるユニットのメンバーとしても活動した。10月26日にはビクトリーとのコンビでトミー・ロジャース&ボビー・フルトンのザ・ファンタスティックスからUWF世界タッグ王座を奪取するが、11月9日にビル・アーウィン&レロイ・ブラウンに敗れ、短命王者となっている。
その後はケン・マンテルが旗揚げしたワイルド・ウエスト・レスリングを経て、1988年よりWCCW（WCWA）に復帰。ここでもビクトリーとコンビを組み、UWF時代から因縁のあるファンタスティックスとWCWAテキサス・タッグ王座を争った。ビクトリーとのタッグチームを解散後、1990年からはWCCWとCWAが合併して設立されたUSWAに参戦。ダラスとメンフィスの両エリアにおいて、ビル・ダンディーを相手にUSWA南西部ヘビー級王座を巡る抗争を展開した。
しかし、戴冠中の1990年9月に旧WCCW派がUSWAから脱退したことより、テータムも王座を返上してUSWAを離脱。以降はWCCWの後継団体ともいえるグローバル・レスリング・フェデレーション（GWF）に参戦して、ロッド・プライスを新パートナーにコースト・トゥ・コースト・コネクション（Coast to Coast Connection）なるタッグチームを結成。ワイルド・ビル・アーウィン&ブラック・バートなどのチームを破り、1991年11月から1992年にかけてGWFタッグ王座を2回獲得した。
1995年の引退後は、フロリダ州ペンサコーラにおいてステート・フェア事業に携わっている。

## 得意技
- スーパーキック[2]
- ブレーンバスター
- エルボー・ドロップ

## 獲得タイトル
ユニバーサル・レスリング・フェデレーション
- UWF世界タッグ王座 : 1回（w / ジャック・ビクトリー）[12]

ワールド・クラス・チャンピオンシップ・レスリング（WCCW / WCWA）
- WCCW TV王座 : 1回[9]
- WCWAテキサス・タッグ王座 : 4回（w / ジャック・ビクトリー×3、ジミー・ジャック・ファンク）[13]

ユナイテッド・ステーツ・レスリング・アソシエーション
- USWA南西部ヘビー級王座：3回[14]

グローバル・レスリング・フェデレーション
- GWFタッグ王座 : 2回（w / ロッド・プライス）[16]